# Florenta Mihai
Florența Mihai, née le 2 septembre 1955 et morte le 14 octobre 2015, est une joueuse de tennis roumaine, comptant parmi les meilleures de son pays dans la seconde moitié des années 1970.
En 1977, elle a atteint et perdu deux finales aux Internationaux de France de tennis : en simple dames (s'inclinant face à Mima Jaušovec) et en double mixte (aux côtés d'Iván Molina).

## Palmarès

### Titre en simple dames
| No | Date       | Nom et lieu du tournoi | Catégorie | Surface      | Finaliste      | Score    |  |
| -- | ---------- | ---------------------- | --------- | ------------ | -------------- | -------- |  |
| 1  | 04-07-1977 | Swedish Open, Båstad   |           | Terre (ext.) | Mary Struthers | 6-4, 6-4 |  |

### Finale en simple dames
| No | Date       | Nom et lieu du tournoi | Catégorie | Dotation | Surface      | Vainqueure    | Score         |          |
| -- | ---------- | ---------------------- | --------- | -------- | ------------ | ------------- | ------------- | -------- |
| 1  | 23-05-1977 | Roland-Garros, Paris   | G. Chelem | 35 000 $ | Terre (ext.) | Mima Jaušovec | 6-2, 6-7, 6-1 | Parcours |

### Titres en double dames
| No | Date       | Nom et lieu du tournoi          | Catégorie | Dotation | Surface      | Partenaire      | Finalistes                     | Score    |          |
| -- | ---------- | ------------------------------- | --------- | -------- | ------------ | --------------- | ------------------------------ | -------- | -------- |
| 1  | 18-10-1976 | Spanish Championships Barcelone |           | NC       | Terre (ext.) | Virginia Ruzici | Nathalie Fuchs Michèle Gurdal  | 6-2, 6-4 |          |
| 2  | 28-01-1980 | Avon Futures of Idaho Boise     | Futures   | 25 000 $ | Dur (int.)   | Mary Carillo    | Diane Desfor Barbara Hallquist | 6-1, 6-4 | Parcours |

### Finales en double dames
| No | Date       | Nom et lieu du tournoi        | Catégorie      | Dotation | Surface         | Vainqueures                            | Partenaire     | Score         |          |
| -- | ---------- | ----------------------------- | -------------- | -------- | --------------- | -------------------------------------- | -------------- | ------------- | -------- |
| 1  | 03-02-1976 | Virginia Slims of Akron Akron | VS Tour        | 75 000 $ | Moquette (int.) | Brigitte Cuypers Mona Guerrant         | Glynis Coles   | 6-4, 7-64     | Parcours |
| 2  | 04-07-1977 | Swedish Open Båstad           |                | NC       | Terre (ext.)    | Cynthia Sieler-Doerner Raquel Giscafré | Helen Anliot   | 6-2, 7-5      |          |
| 3  | 22-05-1978 | Italian Open Rome             | Colgate Series | 35 000 $ | Terre (ext.)    | Mima Jaušovec Virginia Ruzici          | Betsy Nagelsen | 6-2, 2-6, 7-5 | Parcours |

### Finale en double mixte
| No | Date       | Nom et lieu du tournoi | Catégorie | Dotation | Surface      | Vainqueures               | Partenaire  | Score    |          |
| -- | ---------- | ---------------------- | --------- | -------- | ------------ | ------------------------- | ----------- | -------- | -------- |
| 1  | 23-05-1977 | Roland-Garros Paris    | G. Chelem | 35 000 $ | Terre (ext.) | Mary Carillo John McEnroe | Iván Molina | 7-6, 6-3 | Parcours |

## Parcours en Grand Chelem

### En simple dames
| Année | Open d'Australie (janvier) | Open d'Australie (janvier) | Internationaux de France | Internationaux de France | Wimbledon       | Wimbledon       | US Open         | US Open          | Open d'Australie (décembre) | Open d'Australie (décembre) |
| ----- | -------------------------- | -------------------------- | ------------------------ | ------------------------ | --------------- | --------------- | --------------- | ---------------- | --------------------------- | --------------------------- |
| 1975  | -                          | -                          | 1er tour (1/32)          | F. Bonicelli             | -               | -               | -               | -                | n/a                         | n/a                         |
| 1976  | -                          | -                          | 1/2 finale               | Renáta Tomanová          | 1er tour (1/64) | Kathleen Harter | 1er tour (1/64) | Roberta Stark    | n/a                         | n/a                         |
| 1977  | -                          | -                          | Finale                   | Mima Jaušovec            | 2e tour (1/32)  | Lesley Charles  | 3e tour (1/16)  | Kathy Kuykendall | -                           | -                           |
| 1978  | n/a                        | n/a                        | 1er tour (1/32)          | Brigitte Simon           | 1er tour (1/64) | Mima Jaušovec   | -               | -                | -                           | -                           |
| 1979  | n/a                        | n/a                        | -                        | -                        | -               | -               | 2e tour (1/32)  | Wendy White      | -                           | -                           |
| 1980  | n/a                        | n/a                        | -                        | -                        | 1er tour (1/64) | Sue Saliba      | -               | -                | -                           | -                           |

À droite du résultat, l’ultime adversaire.

### En double dames
| Année | Open d'Australie (janvier) | Open d'Australie (janvier) | Internationaux de France   | Internationaux de France   | Wimbledon                    | Wimbledon                   | US Open                      | US Open                    | Open d'Australie (décembre) | Open d'Australie (décembre) |
| ----- | -------------------------- | -------------------------- | -------------------------- | -------------------------- | ---------------------------- | --------------------------- | ---------------------------- | -------------------------- | --------------------------- | --------------------------- |
| 1975  | -                          | -                          | 1er tour (1/16) Elly Appel | M. Koželuhová M. Kroschina | 2e tour (1/16) Naoko Sato    | Rosie Darmon M. Neumanova   | -                            | -                          | n/a                         | n/a                         |
| 1976  | -                          | -                          | 1/4 de finale Glynis Coles | Linky Boshoff Ilana Kloss  | 2e tour (1/16) Glynis Coles  | L. Charles Sue Mappin       | 3e tour (1/8) Glynis Coles   | Mona Guerrant Ann Kiyomura | n/a                         | n/a                         |
| 1977  | -                          | -                          | 2e tour (1/8) Lesley Hunt  | L. Charles Sue Mappin      | 1er tour (1/32) P. Peisachov | Linky Boshoff Ilana Kloss   | 1er tour (1/32) Glynis Coles | Sherry Acker Anne Smith    | -                           | -                           |
| 1978  | n/a                        | n/a                        | 1/4 de finale B. Nagelsen  | D. Marzano Paula Smith     | 2e tour (1/16) B. Nagelsen   | F. Dürr Virginia Wade       | -                            | -                          | -                           | -                           |
| 1980  | n/a                        | n/a                        | -                          | -                          | 2e tour (1/16) R. Maršíková  | Bettina Bunge P. Teeguarden | -                            | -                          | -                           | -                           |

Sous le résultat, la partenaire ; à droite, l’ultime équipe adverse.

### En double mixte
| Année | Open d'Australie (janvier), | Open d'Australie (janvier), | Internationaux de France      | Internationaux de France    | Wimbledon                | Wimbledon             | US Open | US Open | Open d'Australie (décembre), | Open d'Australie (décembre), |
| ----- | --------------------------- | --------------------------- | ----------------------------- | --------------------------- | ------------------------ | --------------------- | ------- | ------- | ---------------------------- | ---------------------------- |
| 1975  | n/a                         | n/a                         | 1er tour (1/16) Ionel Santeiu | F. Guedy D. Naegelen        | -                        | -                     | -       | -       | n/a                          | n/a                          |
| 1976  | n/a                         | n/a                         | 1/4 de finale Iván Molina     | Sue Barker P. Dominguez     | -                        | -                     | -       | -       | n/a                          | n/a                          |
| 1977  | n/a                         | n/a                         | Finale Iván Molina            | Mary Carillo John McEnroe   | -                        | -                     | -       | -       | n/a                          | n/a                          |
| 1980  | n/a                         | n/a                         | -                             | -                           | 3e tour (1/8) B. Mottram | W. Turnbull Ross Case | -       | -       | n/a                          | n/a                          |
| 1983  | n/a                         | n/a                         | 2e tour (1/16) Andrei Dirzu   | Lucia Romanov F. Segarceanu | -                        | -                     | -       | -       | n/a                          | n/a                          |

Sous le résultat, le partenaire ; à droite, l’ultime équipe adverse.

## Parcours aux Masters

### En double dames
| # | Date       | Nom de l'édition          | ($)     | Surface | Résultat      | Partenaire   | Ultimes adversaires             | Score    |          |
| - | ---------- | ------------------------- | ------- | ------- | ------------- | ------------ | ------------------------------- | -------- | -------- |
| 1 | 19/04/1976 | Bridgestone Doubles Tokyo | 100 000 |         | 1/4 de finale | Glynis Coles | Chris Evert Martina Navrátilová | 6-0, 7-5 | Parcours |

## Parcours en Coupe de la Fédération
| #                                                                          | Date       | Lieu            | Surface         | Gagnante(s)                     | Perdante(s)                        | Score         |          |
|                                                                            |            |                 |                 |                                 |                                    |               |          |
| 1975 - 1er tour (groupe mondial) - Luxembourg - Roumanie - 0 : 3           |            |                 |                 |                                 |                                    |               |          |
| 1                                                                          | 05/05/1975 | Aix-en-Provence | Terre (ext.)    | Florenta Mihai                  | Monique Krecke                     | 6-1, 6-0      | Parcours |
|                                                                            |            |                 |                 |                                 |                                    |               |          |
| 1975 - 2e tour (groupe mondial) - Italie - Roumanie - 2 : 1                |            |                 |                 |                                 |                                    |               |          |
| 2                                                                          | 05/05/1975 | Aix-en-Provence | Terre (ext.)    | Daniela Marzano                 | Florenta Mihai                     | 6-2, 6-1      | Parcours |
|                                                                            |            |                 |                 |                                 |                                    |               |          |
| 1976 - 1er tour (groupe mondial) - Roumanie - Australie - 0 : 3            |            |                 |                 |                                 |                                    |               |          |
| 3                                                                          | 22/08/1976 | Philadelphie    | Moquette (int.) | Kerry Reid                      | Florenta Mihai                     | 6-3, 6-0      | Parcours |
| 3                                                                          | 22/08/1976 | Philadelphie    | Moquette (int.) | Dianne Fromholtz Kerry Reid     | Florenta Mihai Virginia Ruzici     | 4-6, 6-2, 7-6 | Parcours |
|                                                                            |            |                 |                 |                                 |                                    |               |          |
| 1978 - 1er tour (groupe mondial) - Roumanie - Italie - 2 : 1               |            |                 |                 |                                 |                                    |               |          |
| 4                                                                          | 27/11/1978 | Melbourne       |                 | Daniela Marzano                 | Florenta Mihai                     | 6-3, 8-6      | Parcours |
|                                                                            |            |                 |                 |                                 |                                    |               |          |
| 1978 - 2e tour (groupe mondial) - Roumanie - Suisse - 2 : 1                |            |                 |                 |                                 |                                    |               |          |
| 5                                                                          | 27/11/1978 | Melbourne       |                 | Petra Delhees                   | Florenta Mihai                     | 6-1, 6-4      | Parcours |
|                                                                            |            |                 |                 |                                 |                                    |               |          |
| 1978 - 1/4 de finale (groupe mondial) - URSS - Roumanie - 3 : 0            |            |                 |                 |                                 |                                    |               |          |
| 6                                                                          | 27/11/1978 | Melbourne       |                 | Natasha Chmyreva                | Florenta Mihai                     | 8-6, 6-4      | Parcours |
|                                                                            |            |                 |                 |                                 |                                    |               |          |
| 1980 - 1er tour (groupe mondial) - Irlande - Roumanie - 0 : 3              |            |                 |                 |                                 |                                    |               |          |
| 7                                                                          | 19/05/1980 | Berlin          | Terre (ext.)    | Florenta Mihai Lucia Romanov    | Bernadette Davy Helen Lennon       | 6-2, 6-1      | Parcours |
|                                                                            |            |                 |                 |                                 |                                    |               |          |
| 1980 - 2e tour (groupe mondial) - Suisse - Roumanie - 1 : 2                |            |                 |                 |                                 |                                    |               |          |
| 8                                                                          | 19/05/1980 | Berlin          | Terre (ext.)    | Petra Delhees C. Jolissaint     | Florenta Mihai Virginia Ruzici     | 7-6, 6-1      | Parcours |
|                                                                            |            |                 |                 |                                 |                                    |               |          |
| 1980 - 1/4 de finale (groupe mondial) - Tchécoslovaquie - Roumanie - 2 : 1 |            |                 |                 |                                 |                                    |               |          |
| 9                                                                          | 19/05/1980 | Berlin          | Terre (ext.)    | Hana Mandlíková Renáta Tomanová | Florenta Mihai Virginia Ruzici     | 7-6, 3-6, 6-4 | Parcours |
|                                                                            |            |                 |                 |                                 |                                    |               |          |
| 1981 - 1er tour (groupe mondial) - Hongrie - Roumanie - 0 : 3              |            |                 |                 |                                 |                                    |               |          |
| 10                                                                         | 09/11/1981 | Tokyo           | Terre (ext.)    | Florenta Mihai Virginia Ruzici  | Csilla Bartos Éva Rózsavölgyi      | 0-6, 6-1, 6-0 | Parcours |
|                                                                            |            |                 |                 |                                 |                                    |               |          |
| 1981 - 2e tour (groupe mondial) - Israël - Roumanie - 0 : 3                |            |                 |                 |                                 |                                    |               |          |
| 11                                                                         | 09/11/1981 | Tokyo           | Terre (ext.)    | Florenta Mihai Virginia Ruzici  | Orly Bialistozky Rafeket Binyamini | 6-3, 7-5      | Parcours |
|                                                                            |            |                 |                 |                                 |                                    |               |          |
| 1981 - 1/4 de finale (groupe mondial) - États-Unis - Roumanie - 3 : 0      |            |                 |                 |                                 |                                    |               |          |
| 12                                                                         | 09/11/1981 | Tokyo           | Terre (ext.)    | Rosie Casals Kathy Jordan       | Florenta Mihai Virginia Ruzici     | 6-4, 6-1      | Parcours |
|                                                                            |            |                 |                 |                                 |                                    |               |          |
| 1983 - 1er tour (groupe mondial) - Roumanie - Canada - 3 : 0               |            |                 |                 |                                 |                                    |               |          |
| 13                                                                         | 18/07/1983 | Zurich          | Terre (ext.)    | Florenta Mihai Lucia Romanov    | Carling Bassett Jill Hetherington  | 6-3, 6-4      | Parcours |